# Phaonia ilamensis
Phaonia ilamensis este o specie de muște din genul Phaonia, familia Muscidae. A fost descrisă pentru prima dată de Shinonaga în anul 1994.
Este endemică în Nepal. Conform Catalogue of Life specia Phaonia ilamensis nu are subspecii cunoscute.